# 今井兼光
今井 兼光（いまい かねみつ、生没年不詳）は、平安時代後期の武士。木曾義仲の家臣。今井尉之頭兼光とも。同時代史料には見えない。

## 略歴
中原兼遠の子とされる。弓の名手で、木曾義仲の四天王の一人に数えられることもある。主君である義仲が討たれた後、土佐に落ち延びた。高知市には天保年間子孫が建てたとする兼光地蔵が現存する。